# محمد بن إبراهيم اللبابيدي
الشيخ محمد بن إبراهيم اللبابيدي الحلبي، عالم اسلامي في المذهب الحنفي، سوري عثماني من أهل القرن التاسع عشر، ولد في حلب ونشأ فيها وتعلم على يد والده الشيخ إبراهيم بن محمد اللبابيدي ورفاقه، وقد درس في المدرسة القرناصية والمدرسة الشعبانية وكان مدرسا في المدرسة الشرعية الخسروية في حلب، ومدرسًا في الجامع الاموي الكبير بحلب، وعمل قاضياً في الرقة السورية مدة عام.

## سيرته

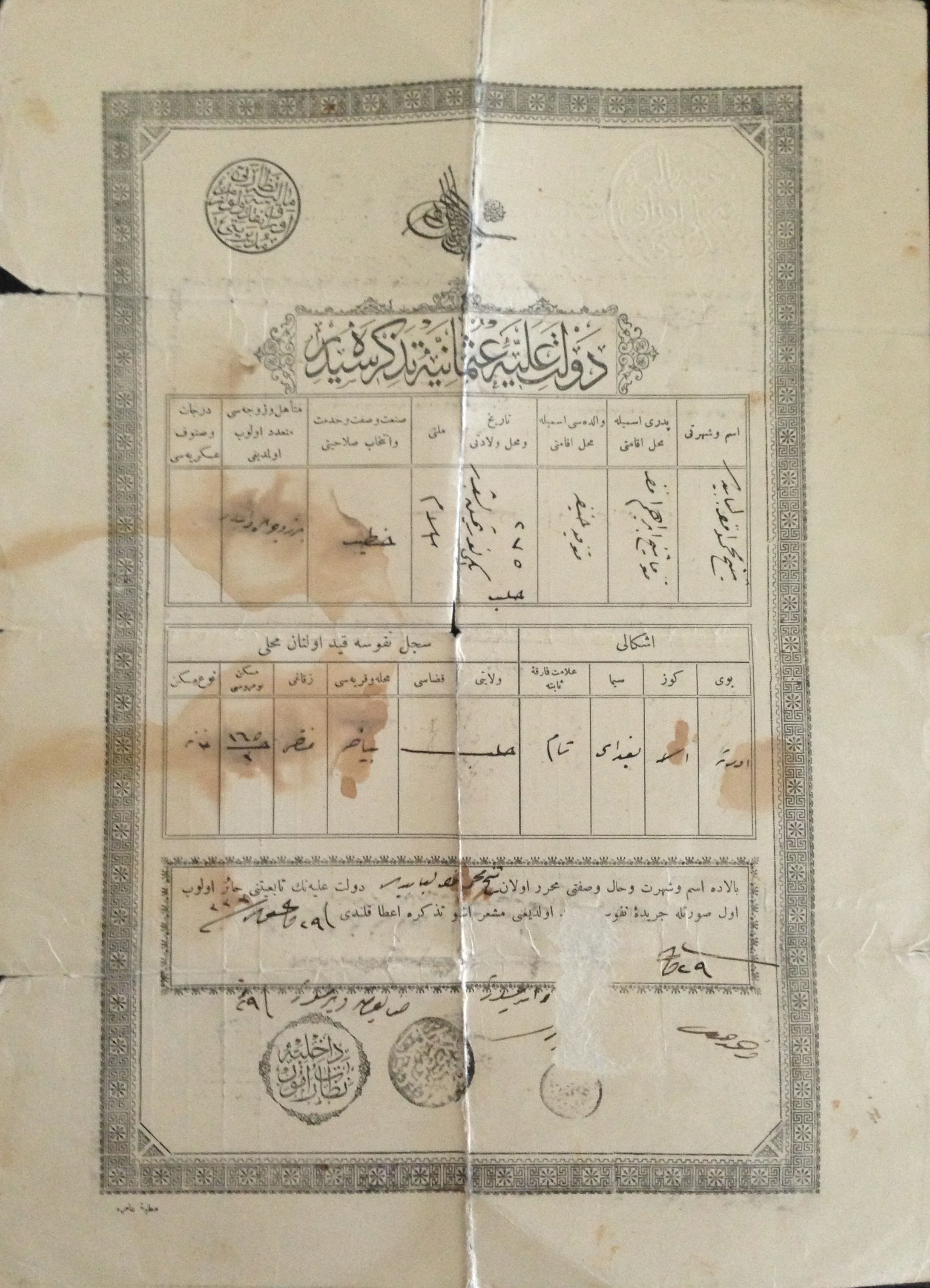
شهادة عثمانية ميلاد الشيخ محمد بن إبراهيم اللبابيدي

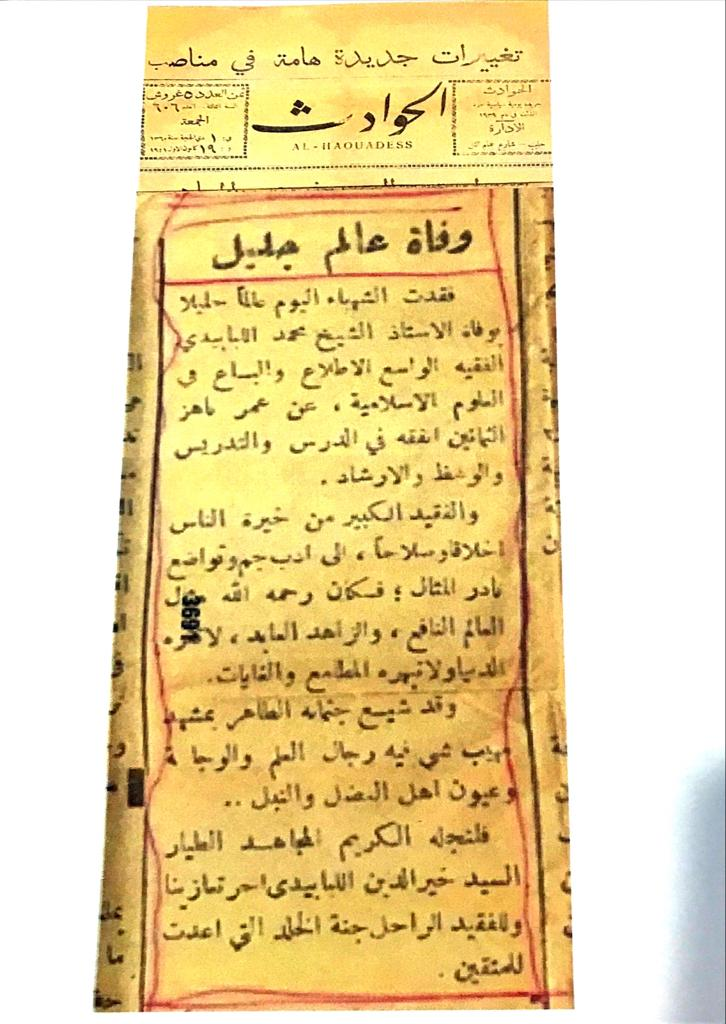
وفاة عالم جليل الشيخ محمد بن إبراهيم اللبابيدي

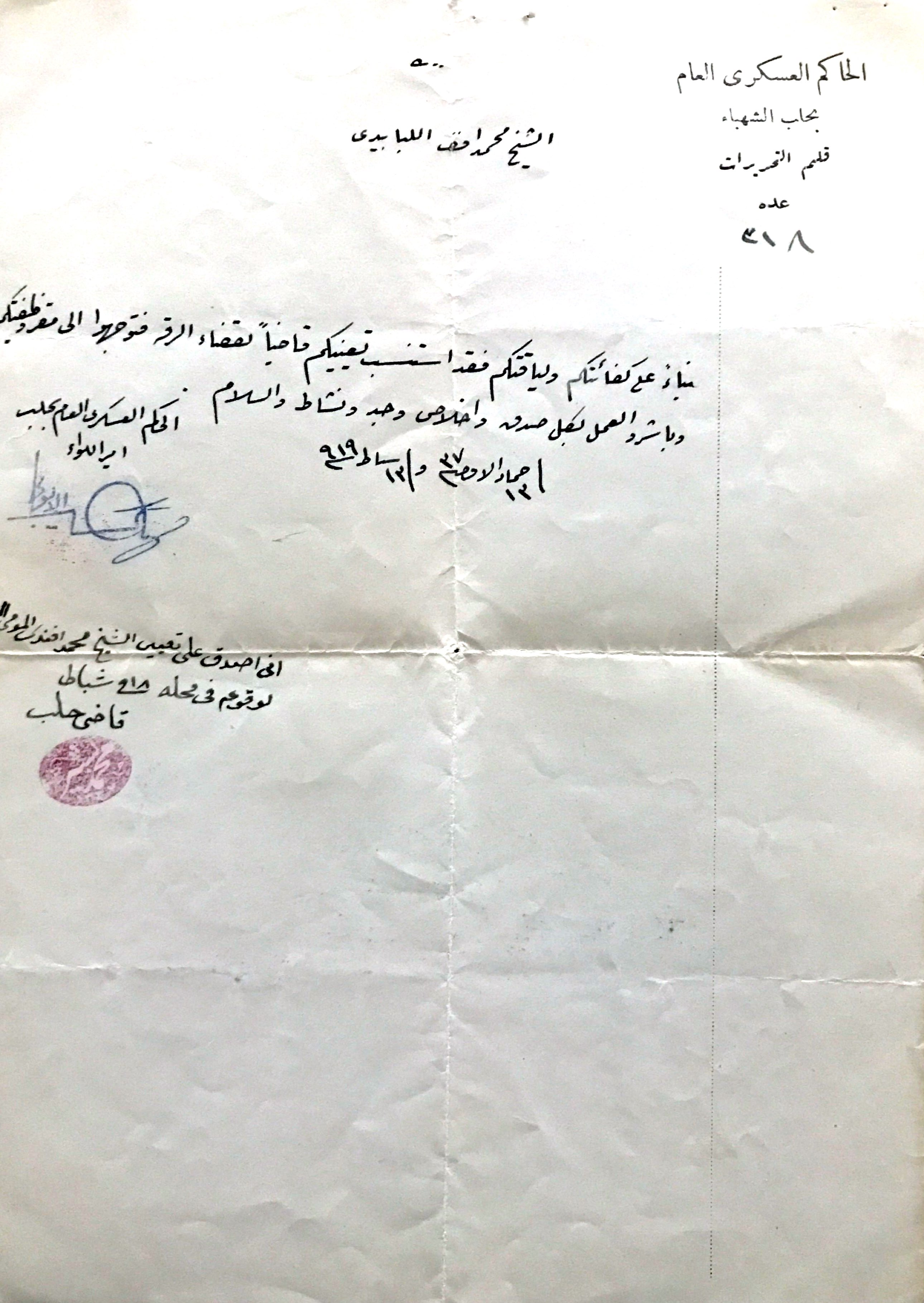
ورقة تعيين منصب قاضي للشيخ محمد بن إبراهيم اللبابيدي

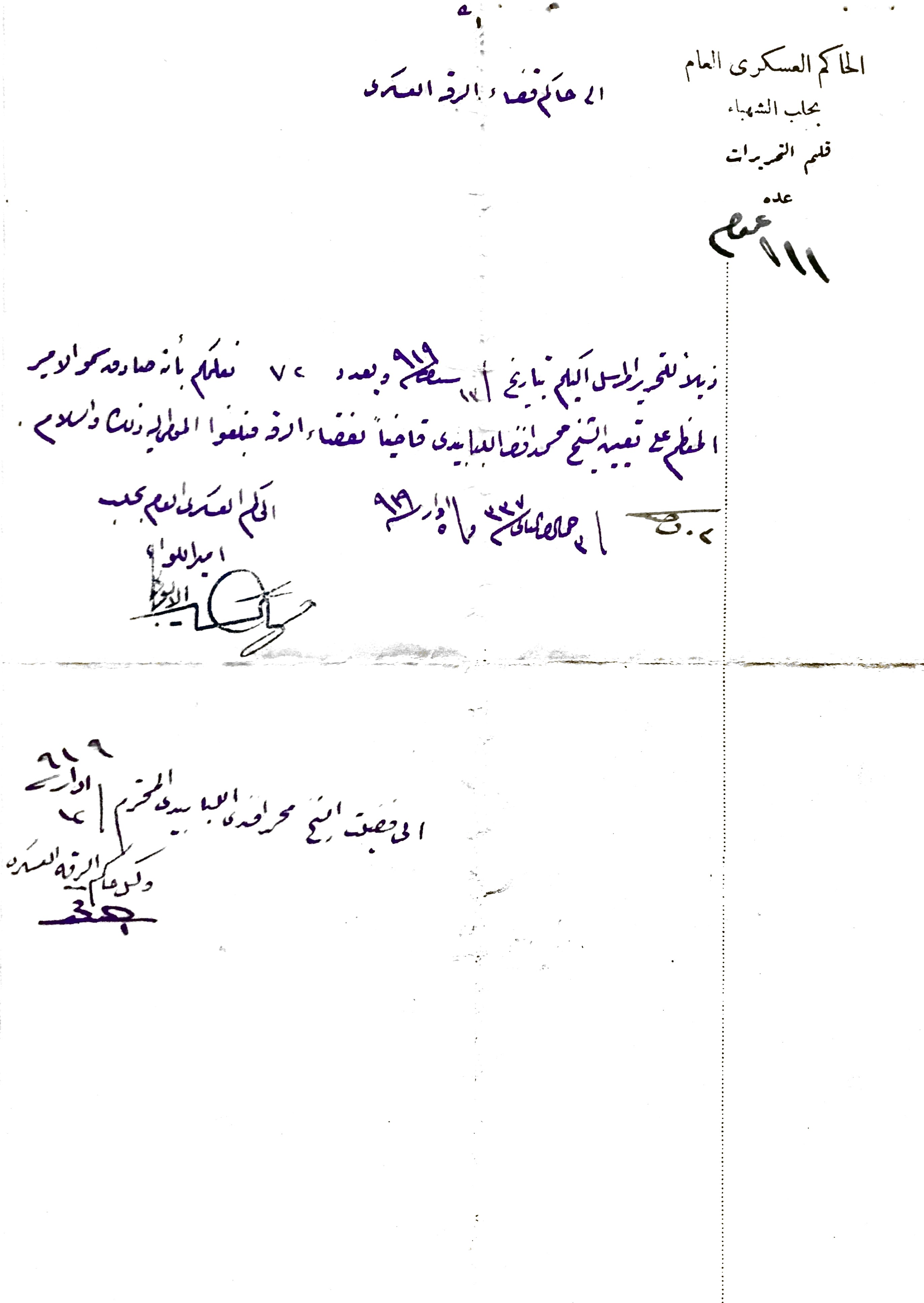
مصادقة سمو الامير على تعيين منصب قاضي للشيخ محمد بن إبراهيم اللبابيدي

الشيخ محمد بن الشيخ إبراهيم اللبابيدي الحلبي، عالم اسلامي حنفي وكان يطلق عليه أبو حنيفة الصغير، عثماني سوري من أهل القرن التاسع عشر كما في شهادة ميلاده ٫ولد في مدينة حلب ونشأ فيها وتعلم على يد والده الشيخ إبراهيم وعلى كبار علماء عصره أمثال الشيخ أحمد الترمانيني ومصطفى الشربجي وبكري الزبري مفتي حلب حينئذ ٫و قد درَّس في أشهر مدارس حلب كالمدرسة القرناصية والمدرسة الخسروية، كما كان مدرساً في الجامع الأموي الكبير بحلب، وعمل قاضياً في الرقة السورية لمدة عام لكنه عاد للتدريس وقال حينها: «لدرس في الجامع الأموي أفضل أجراً عند الله من عمل سنة في القضاء لأنك تنشأ رجالاً على الدين لا يحتاجون لقاضٍ».
وقد كتب مخطوطة في أربعة آلاف صفحة بخط يده في تفسير القرآن الكريم المسمى «الأسرار الربانية في آيات الكلم القرآنية».
وكان خطيباً وإماماً في جامع ساحة الملح يدعو الناس إلى مقاومة المستعمر الفرنسي ويقول لهم إنني أدعو بلساني ضد المستعمرين وولدي الضابط الطيار يقاتل مع الثوار في غوطة دمشق ويقاتل المستعمرين الفرنسيين الذين استعمروا سوريا.
وتوفي عن عمر 83 عاما قضاها في الإرشاد والتعليم لدين الإسلام، ودفن في مقبرة الشيخ جاكير (الصالحين).

## أساتذته
والده الشيخ الفقيه إبراهيم اللبابيدي والشيخ أحمد الترمانيني والشيخ مصطفى الشربجي والشيخ بكري الزبري.

## شهاداته

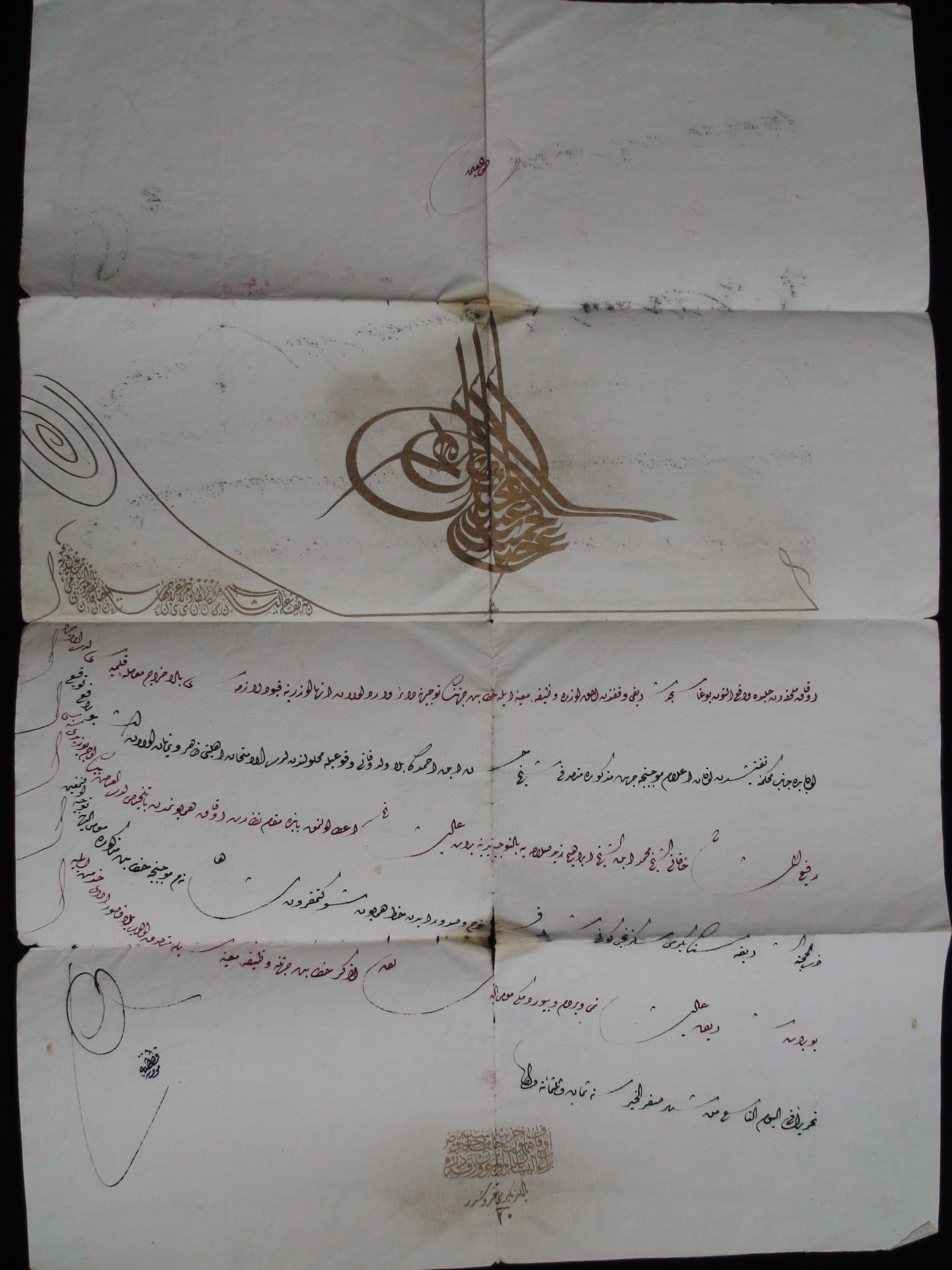
فرمان عثماني 1 للشيخ محمد بن إبراهيم اللبابيدي

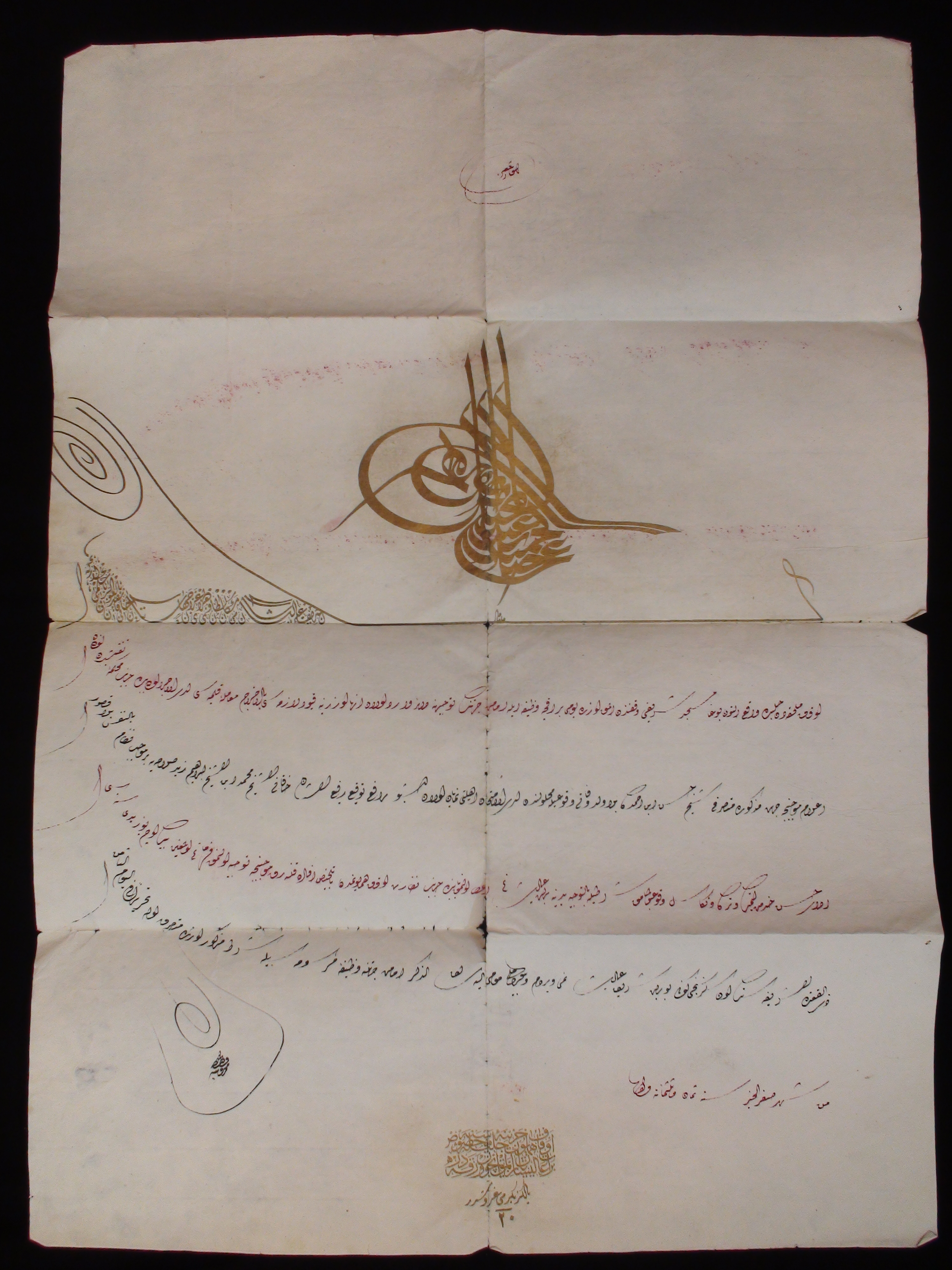
فرمان عثماني 2 للشيخ محمد بن إبراهيم اللبابيدي

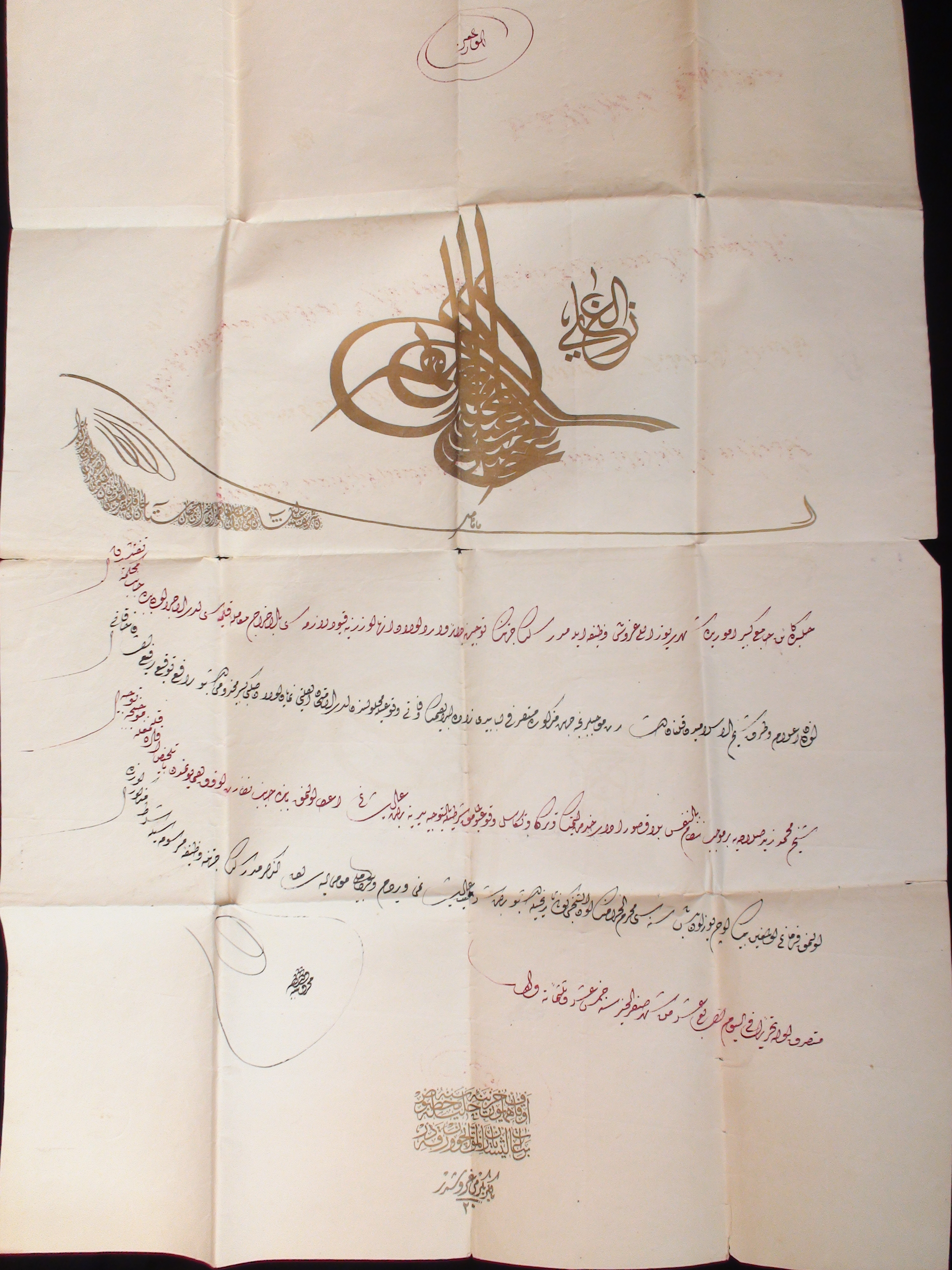
فرمان عثماني 3 للشيخ محمد بن إبراهيم اللبابيدي

ثلاث فرمانات (شهادات) من سلطنة الدولة العثمانية في استنبول في التدريس للشريعة والخطابة

### آثاره

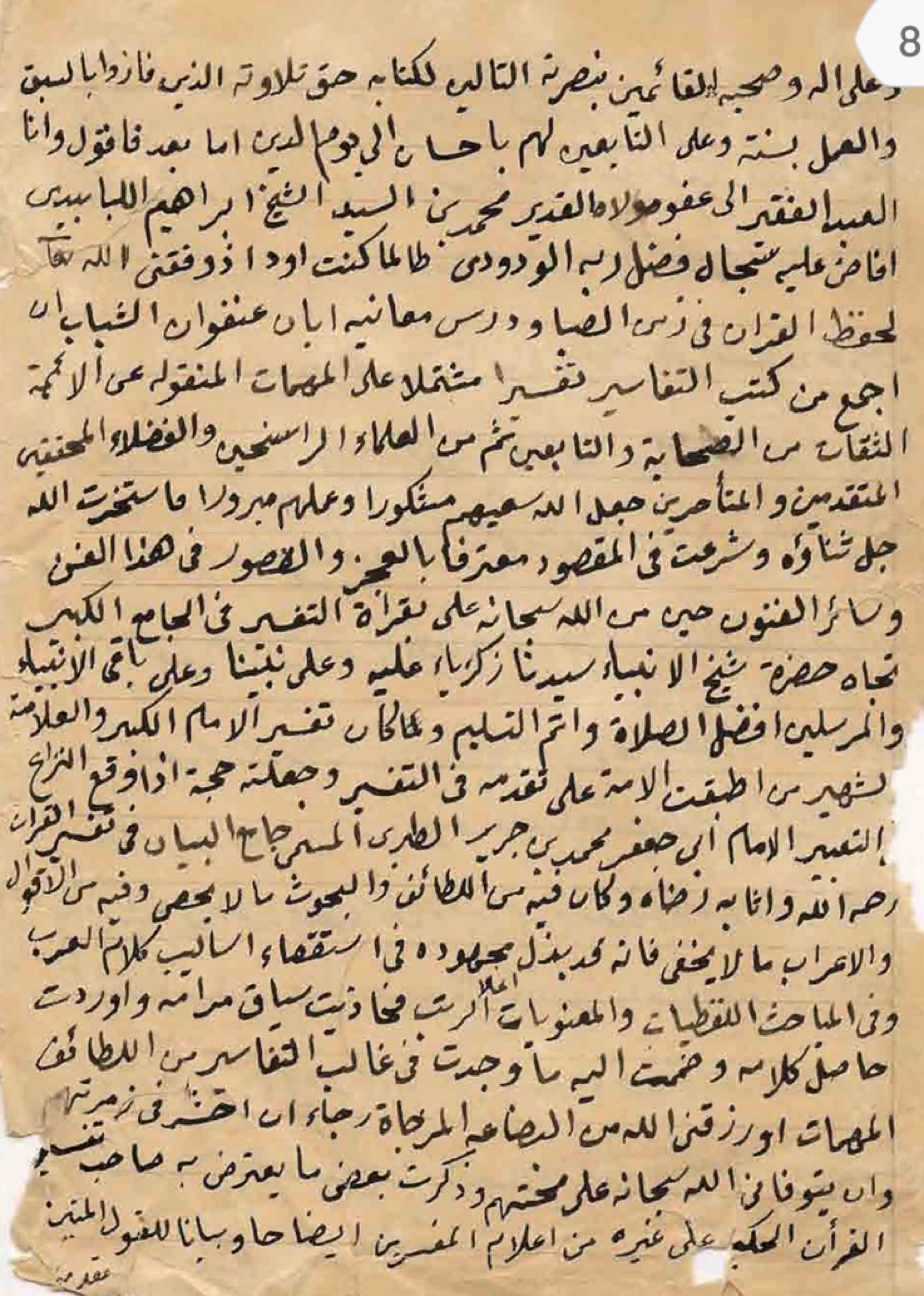
تفسير القرآن الكريم مخطوطة الصفحة الأولى «الاسرار الربانية في آيات الكلم القرآنية» للشيخ محمد بن إبراهيم اللبابيدي

تفسير القرآن الكريم المسمى «الأسرار الربانية في كلَم الآيات القرآنية» في أربعة آلاف صفحة لحين وفاته.

## أولاده
إبراهيم اللبابيدي، محمد خير الدين اللبابيدي الضابط السوري الطيار في الجيش العثماني سنة 1917 ميلادي.

## تلاميذه
الشيخ محمد بن إبراهيم سلقيني، الشيخ الدكتور محمد فوزي فيض الله، الدكتور مصطفى بن أحمد الزرقا، الدكتور معروف الدواليبي.

## وفاته
توفي في مدينة حلب عن عمر ناهز الثمانين في يوم الجمعة الأول من شهر ذي الحجة سنة 1360 هجري الموافق 19 ديسمبر 1941م دفن في مقبرة الصالحين (الشيخ جاكير).